# Stygnomma tuberculatum
Espèce
Stygnomma tuberculatum est une espèce d'opilions laniatores de la famille des Stygnommatidae.

## Distribution
Cette espèce est endémique du Tamaulipas au Mexique. Elle se rencontre à Aldama dans la grotte Cueva de los Cuarteles.

## Description
Le mâle holotype mesure 2 mm.

## Systématique et taxinomie
Cette espèce a été décrite par Goodnight et Goodnight en 1973.

## Publication originale
- (en) Goodnight et Goodnight, « Opilionids (Phalangida) from Mexican caves », Bulletin of the Association for Mexican Cave Studies, vol. 5,‎ 1973, p. 83-96